# Krzyk kamienia
Krzyk kamienia (niem. Cerro Torre: Schrei aus Stein) – film Wernera Herzoga opowiadający o rywalizacji podczas zdobywania góry Cerro Torre. Pomysłodawcą opowieści jest Reinhold Messner, a nawiązuje ona do losów Cesare Maestri i Toniego Eggera, którzy zdobywali Cerro Torre.

## Obsada
- Vittorio Mezzogiorno – Roccia
- Stefan Glowacz – Martin
- Mathilda May – Katharina
- Donald Sutherland – Ivan
- Brad Dourif – alpinista bez palców

## Opis fabuły
Martin jest młodym wspinaczem skalnym i właśnie zdobył mistrzostwo podczas halowych zawodów we wspinaczce sportowej. Roccia  to doświadczony alpinista (zdobywca wszystkich ośmiotysięczników). Podczas wywiadu, Roccia twierdzi że Martinowi brakuje doświadczenia alpinistycznego, by mógł się zmierzyć z alpinistami podczas zdobywania gór. Martin jest przeciwnego zdania i twierdzi że jest w stanie wejść na Cerro Torre, którą Roccia bezskutecznie próbuje zdobyć. Jest to początek rywalizacji między nimi.
Na Cerro Torre rusza wspólna wyprawa, która ma rozstrzygnąć który z nich ma rację, ale kończy się tragicznie. Martin samowolnie rusza na szczyt, lecz wkrótce następuje załamanie pogody i ginie idący z nim alpinista - wieloletni towarzysz Rocci. Młody wspinacz twierdzi, że udało im się zdobyć szczyt, ale nie jest w stanie tego udowodnić i pojawiają się wątpliwości co do jego prawdomówności.
Rywalizacja nie kończy się na wspinaczce, obaj rywalizują o względy Kathariny - sekretarki Rocci. Po jednej z prób podejścia Roccia zastaje w namiocie romansujących ze sobą młodych. Niedługo później wokół życia Martina coraz intensywniej działają media. Góra w tym czasie pozostaje jednak niezdobyta. Wobec wątpliwości dotyczących wejścia, Martin postanawia ponownie podjąć próbę wejścia na szczyt. Tym razem towarzyszy mu ekipa telewizyjna, mająca zmienić wspinaczkę w fascynujący spektakl.
Tymczasem Roccia próbując odnaleźć się, spędza długi czas w samotności, poznaje też dziwnego człowieka bez czterech palców u jednej z rąk, który ciągle opowiada o aktorce Mae West, pokazując mu jej zdjęcia. Tajemniczy człowiek twierdzi też, że był na szczycie Cerro Torre i nazywa górę Złodziejką palców. W końcu pozostawiony na uboczu Roccia próbuje zdobyć szczyt dla samego siebie, ignorując potrzeby bycia sławnym przed kamerami i nieoczekiwanie pojawia się u stóp góry, zaskakując nieprzygotowaną ekipę telewizyjną i swego rywala. 
Mężczyźni stoczą finałowy pojedynek, atakując Cerro Torre z dwóch różnych stron, który dla Martina skończy się tragicznie. Roccia natomiast wchodzi na szczyt, gdzie odnajduje stary czekan z przyczepionym zdjęciem Mae West.
Podobnie, jak i w innych filmach Herzoga, autentyczny bohater, zdobywający się na szaleństwo, staje się niezauważony ze względu na brak oczekiwanej spektakularności.